# 少女閣下のインターナショナル
少女閣下のインターナショナル（しょうじょかっかのインターナショナル）は、日本の女性アイドルグループである。略称は「少ナショ」。

## 概要
ソロアイドルとしても活動している里咲りさ（個人事務所・フローエンターテイメント代表）が演出の長田左右吉（長田千鶴子の甥）らを誘い結成。グループの運営は会社組織ではなく、スタッフは里咲が外部に委託という形を取っていた。
長田が強く影響を受けたホラー映画や小説、漫画などの世界観が楽曲に反映されており、その縁で雑誌「TRASH-UP!!」編集長の屑山屑男と親しくなったり、作曲・編曲家の灘藍が少ナショの作曲家募集に応募してきたりという影響があった。なお、里咲はソロでは自分で作詞・作曲しているが、少ナショでは作詞・作曲は行わない。
グループ名は、前半部の「少女閣下の」が決まっている状態で美月柚香（当時BELLRING少女ハート）に後半部は何がいいか聞いたところ「インターナショナル」と回答、「少女閣下のインターナショナル」に決まった。略称の「少ナショ」は、元メンバーの雨宮あまめが提案したもの。
元々は、里咲と長田の事務所に勤めていた女の子2人の3人組で結成する予定だったが、就職のため里咲以外の2人が脱退。
2014年7月30日に旗揚げを宣言、オーディションを行い、里咲以外のメンバー4人を決めるが、お披露目前に有珠美優が脱退。2014年9月30日池袋ブラックホールにて4人でお披露目。
結成当初は曲数不足もあって、映画『グレムリン』のサウンドトラックに自己紹介ラップを載せた「少女閣下のインターナショナルラップ」、ニルヴァーナ「スメルズ・ライク・ティーン・スピリット」のカヴァー（通称「ニルヴァーナ」）などを披露。長田曰くどちらも「2、3回歌うだけ」のつもりだったが、結局活動休止まで歌われることになった。また、初期は里咲のソロ曲も歌われていたが、こちらは少ナショオリジナル曲の増加とともに歌われなくなった。ただし、同一のイベントで里咲が少ナショとソロの両方で出演することはあった。
2015年9月30日、TRASH-UP!!が発足させた音楽レーベル「TRASH-UP!! RECORDS」の第1弾アーティストとしてシングル「乙女みたいな季節」を発売。
2016年5月2日、Twitter上で活動休止することを発表。7月8日に新宿MARZで活動休止ライブを行った。休止後は羊戸ひなの、黒石衿花は学業に専念。里咲はソロ活動、白川花凛はグラビアアイドルとして活動を継続、福円もちはDJ OMOCHIとしてライムベリーに加入。長田をはじめとする運営チームは新プロジェクト「電影と少年CQ」を立ち上げた。

## メンバー

### 活動休止時のメンバー
| 氏名        | よみ            | 誕生日   | ニックネーム                 | 出身地   | 血液型 | 身長  | メンバーカラー | 備考 |
| ----------- | --------------- | -------- | ---------------------------- | -------- | ------ | ----- | -------------- | --- |
| 里咲 りさ   | さとさき りさ   | 9月25日  | 社長 りっちゃん              | 群馬県   | O型    | 155cm | イエロー       | 初期メンバー 「社長」兼運営兼メンバー |
| 羊戸 ひなの | しど ひなの     | 7月21日  | なの なのすけ                | 埼玉県   | A型    | 150cm | 水色           | 初期メンバー |
| 黒石 衿花   | くろいし えりか | 3月24日  | エリカ様 えりちゃん          | 神奈川県 | B型    | 161cm | 紫色           | 初期メンバー 2015年5月"衿花"から改名 2016年10月「きみとうたたね*」結成時に「立花つむぎ」名義で加入するが、2017年4月16日卒業。                                                                        |
| 白川 花凛   | しらかわ かりん | 10月18日 | かりんぬ かりんぺ ガンタンク | 神奈川県 | O型    | 167cm | オレンジ       | 2014年12月25日、下北沢シェルターにてお披露目 グラビアアイドル、振りコピユニット「かちあげガールズ」としても活動していたが、2017年3月末で活動休止。 2015年11月、"白河 花凛"から改名                   |
| 福円 もち   | ふくまる もち   | 11月19日 | もち                         | 東京都   | A型    | 148cm | 白             | 2015年5月2日、主催ライブ"怪獣らんど"にてお披露目 声優としても活動中 ミスiD2017ファイナリスト 2016年7月22日、DJ OMOCHI名義でライムベリーに加入、2019年5月31日ライムベリー解散後は早坂七星名義で活動。 |

### 元メンバー
| 氏名        | よみ            | 誕生日  | ニックネーム          | 出身地 | 血液型 | 身長  | メンバーカラー | 備考 |
| ----------- | --------------- | ------- | --------------------- | ------ | ------ | ----- | -------------- | --- |
| 雨宮 あまめ | あまみや あまめ | 3月12日 |                       | 埼玉県 | O型    | 153cm |                | 初期メンバー 2015年4月脱退 |
| 二文字 杏   | にもじ あん     | 10月6日 | あんちゃん 岩手ちゃん | 岩手県 | A型    | 150cm | 緑             | 2015年5月2日、主催ライブ"怪獣らんど"にてお披露目 小日向夏季（あヴぁんだんど）とのユニット「デカルト的二元論」としても活動 2016年1月15日脱退 |

## ライブ・イベント

### ワンマン
- スペクタキュラー・オプチカル社のあたらしいプログラム（2015年11月1日、shibuya eggman）
- 少女閣下のインターナショナル殺人事件（2016年7月8日、新宿MARZ）

### 主催ライブ
- 怪獣らんど その1（2015年5月2日、阿佐ヶ谷ロフトA）
- 少女閣下のダイナマイトどんどん（2015年8月5日 - 8月7日、神楽坂TRASH-UP!!）
- 黒いX人の女（2015年9月22日、阿佐ヶ谷ロフトA）
- 半獣要塞SAKURADAI（2015年12月27日、桜台pool）
- 怪獣らんど その2 怪獣墓場編（2016年1月10日、ロフトプラスワンウエスト）
- 怪獣らんど その3 怪獣無法地帯編（2016年5月5日、阿佐ヶ谷ロフトA）
- 怪獣らんど〜少ナショFINAL WARS 少ナショついに死す!?〜（2016年5月21日、ロフトプラスワンウエスト）

## 作品

### CD

#### 会場限定販売
- 乙女みたいな季節（2015年4月26日）
2015年4月26日、"海賊版"（適当に買った中古CDのジャケットにタイトルを書き、中身は収録曲が入ったCD-R）として販売。
2015年8月5日より新仕様で再発売開始。

- みなごろしフライデー（2015年5月2日）
2015年5月2日、"海賊版"として販売。
2015年8月5日より新仕様で再発売開始。

#### 全国流通盤
TRASH-UP!! RECORDSより発売。

##### シングル
| # | 発売日        | タイトル         | 品番    | 収録曲 | 備考 |
| - | ------------- | ---------------- | ------- | --- | ---- |
| 1 | 2015年9月30日 | 乙女みたいな季節 | TUR-002 | 1. 乙女みたいな季節 |      |
| 2 | 2016年6月20日 | トレイラーズ     | TUR-010 | 1. みなごろしフライデー(kill kill) 2. 殺人事件トレイラーAct1 :ナイト・オブ・ザ・ショウジョカッカ remixed by 清光宏如 3. 殺人事件トレイラーAct2 :ドーン・オブ・ザ・ショウジョカッカ remixed by DJ-S.A.L. 4. 殺人事件トレイラーAct3 :デイ・オブ・ザ・ショウジョカッカ remixed by CRZKNY |      |

##### アルバム
| # | 発売日        | タイトル           | 品番    | 収録曲 | 備考 |
| - | ------------- | ------------------ | ------- | --- | ---- |
| 1 | 2015年11月6日 | パルプ・プログラム | TUR-003 | 1. 1分にも満たない 2. 少女閣下のPKウルトラ計画 3. 怨み節/マカロンウエスタン 4. 僕らの心電図 |      |
| 2 | 2016年7月1日  | 殺人事件           | TUR-011 | 1. 真夜中に餌を与えてはならない 2. mug 3. グランギニョルのフラミンゴ 4. ATARI SHOCK LOVE 5. 乙女みたいな季節 6. 少女閣下のPKウルトラ計画 7. école 8. ショートクタイシ・イズ・デッド 9. みなごろしフライデー(naked) 10. HAL451 11. 怨み節/マカロンウエスタン 12. No where on-do 13. 僕らの心電図 14. 万国お化け博覧会 15. アイドルに恋をしてはならない |      |

#### コンピレーションアルバム
- TRASH-UP!! Presents「ポップコーン!」（2015年9月16日）
「恨み節マカロンウエスタン」収録。
ウルトラヴァイブより発売。(OTCD-4668)

- 「メリー・クリスマス&ハッピー・ニューイヤー ソングブック」（2015年12月25日）
「HAL451（春よ来い）」収録。

## 出演

### テレビ
- 真夜中のニャーゴ（ホウドウキョク24）
2015年5月4日（里咲りさ・白河花凛出演）、7月27日・9月14日（里咲りさ電話出演）、2015年10月26日（白河花凛電話出演）
- 1億人の大質問!?笑ってコラえて! （日本テレビ、2015年10月21日放送）

### インターネット放送
- 南波一海のアイドル三十六房
2014年11月6日・2015年11月4日・12月18日（里咲りさ出演）、2015年10月1日（里咲りさ・白河花凛・二文字杏出演）
- ぶるぺん（2015年4月27日、里咲りさ・白河花凛出演）
- 電撃オーディション ギュウゾウ&ダンナ小柳編（2015年7月14日、ムーパルチャンネルにてライブ配信）

### ラジオ
- よってけオンライン（すまいるFM、2015年8月19日・8月26日、里咲りさ・黒石衿花出演）

### 雑誌
- BUBKA（2015年5月号、インタビュー掲載）
- MARQUEE Vol.110（2015年8月10日発売、ディスクレビュー掲載）
- BUBKA（2015年11月号、南波一海によるディスクレビュー掲載）
- ヤングアニマル（2016年1月8日、白川花凛グラビア・インタビュー掲載）

### ミュージック・ビデオ
- アーバンギャルド『平成死亡遊戯』（羊戸ひなの出演）
- 大森靖子『愛してる.com』（里咲りさ・白川花凛出演）

### ブログ
- 里咲りさ「Colorful Music, Colorful Days.」 - ウェイバックマシン（2014年6月11日アーカイブ分）
- 羊戸ひなの「ごちそうさま」
- 黒石衿花
- 白川花凛「白川花凛のおつかりん」 - ウェイバックマシン（2014年7月24日アーカイブ分）
- 福円もち
- 二文字杏 - ウェイバックマシン（2016年3月5日アーカイブ分）